# Baldwin classe CA
A Classe CA foi uma série de apenas duas locomotivas a vapor, construídas para a ferrovia New York, New Haven and Hartford Railroad (NH) foram vendidas posteriormente para a ferrovia autraliana Commonwealth Railways durante a Segunda Guerra Mundial, lá foram usadas para a Ferrovia Trans-Australiana.
As duas locomotivas da classe foram construídas na Filadélfia, Estados Unidos entre 1905 (CA79) e 1907 (CA78) pela empresa Baldwin Locomotive Works como parte da classe G-4a da ferrovia New York, New Haven and Hartford Railroad.